# Svensk Lösen (tidning)
Svensk Lösen var en svensk politisk veckotidning, "tidning för nationell politik", som utgavs i Stockholm mellan 1916 och 1918 av Sven Lidman.
Svensk Lösen var organ för den svenska aktivismen under första världskriget. Bland politiskt kända personer som prenumererat på tidningen från 1916 till 1917 märks Ernst Trygger, K.G. Westman, Axel Vennersten, Karl Starbäck, Johannes Hellner, Gustaf Retzius, Gösta Mittag-Leffler, David Sprengler och Bertil Malmberg.
Bland medarbetarna återfanns Tor Andræ, Robert Briescorn, J. A. Eklund, Per Hallström, Arvid Mörne, Carl-Axel Reuterskiöld och G. Ullman, samt de Tysklands-utbildade socialdemokraterna Otto Järte och Yngve Larsson.

### Källnoter
1. ↑  Kihlberg 1961.